# Het rookoffer
 Het rookoffer  is het boekenweekgeschenk van 1987, geschreven door Tessa de Loo. Het kwam uit in maart 1988, op de eerste dag van de Boekenweek, die dat jaar als motto hanteerde "Amsterdam, culturele hoofdstad van Europa".  De auteur laat het thema onaangeroerd. Het verhaal beschrijft in omgekeerde chronologische volgorde de periode van augustus tot augustus op een middelbare school in een Nederlandse stad aan de Belgische grens.

## Samenvatting
De drie hoofdpersonen zijn.
- Barbara Rozemeyer, docente Frans. Ze is 36 jaar en na een emotieloos huwelijk en emotieloze scheiding weer vrijgezel.
- Guido Maenhout, een achttienjarige eindexamenleerling. Hij is het meest briljant van zijn jaar, maar erg wispelturig. Hij is reeds aangenomen op de Toneelschool.
- Robert Beverman. Een echt onaantrekkelijke leraar geschiedenis  die nog bij zijn moeder woont en gedurende het schooljaar tevergeefs een oogje heeft op de docente Frans. Hij rookt openlijk pijp in de klas. Hij brengt de affaire tussen Barbara en Guido ter sprake in de docentenvergadering.

In het eerste hoofdstuk voert Guido nog één keer een scène op uit Cheri van Colette voor Barbara. Ze slapen nog eenmaal met elkaar en de volgende morgen is Guido voorgoed verdwenen.
In de opvolgende 11 hoofdstukken krijgt de lezer terugkijkend  een helder beeld hoe de affaire van de 36-jarige Barbara en de 18-jarige Guido de middelbare school een jaar lang in zijn greep heeft gehouden. Guido valt Barbara meteen op  bij het begin van het schooljaar door zijn mooie jongenslichaam, zijn prachtige Frans en zijn ongebruikelijke literatuurkeuze:  Cheri van Colette
Guido overtreedt tot 3x toe het rookverbod op school. Hij duikt overdag onder in het huis van Barbara. Na de derde keer wordt er zelfs gestemd of hij eindexamen mag doen. Barbara moet de laatste stem uitbrengen en zorgt voor de einduitslag 16 voor en 15 tegen eindexamen, hoewel ze zelf tegen roken is. Ze neemt Guido  het mondelinge examen Frans vrij pinnig af in het bijzijn van een collega, maar hij is volkomen gelijk aan zijn docente. Een perfecte leerling Frans.
Aan het eind van het schooljaar neemt Barbara na een gesprek met de rector vrijwillig ontslag .Ze krijgt een mooi getuigschrift want ze was een uitstekende docente. Van de affaire tussen docente en leerling wordt in haar getuigschrift geen melding gemaakt.